# 홍은택
홍은택(2008년 2월 23일~)은 대한민국의 배우이자 모델이다.
2009년 3월 24일(만1세 시절)에 《현대해상》이라는 CF 광고 작품을 통하여 키즈 모델로 첫 데뷔를 하였다.

## 출연

### 방송

#### 드라마
- 2011년 MBC 《짝패》 - 부뜰 역
- 2012년 OCN 《신의 퀴즈 3》 - 어린 우람 역 (정준원 아역)
- 2012년 MBC 《아들 녀석들》 - 보람 역
- 2013년 SBS 《주군의 태양》 - 이승준 역
- 2013년 TvN 《식샤를 합시다》 - 덕영 역
- 2014년 KBS 2TV 《태양은 가득히》 - 박민재 역
- 2014년 KBS 2TV 《왕의 얼굴》 - 5세 시절의 광해 이혼 역 (서인국 아역)
- 2015년 KBS 2TV 《너를 기억해》 - 어린 이민 역 (박보검 아역)
- 2015년 TvN 《풍선껌》 - 어린 박리환 역 (이동욱 아역)
- 2016년 MBC 《마이 리틀 베이비》 - 김훈구 역

### 영화
- 2014년 《개를 훔치는 완벽한 방법》 - 지석 역
- 2015년 《탐정: 더 비기닝》 - 강건우 역
- 2018년 《탐정: 리턴즈》 - 강건우 역